# Yasuaki Mitsumori
Yasuaki Mitsumori (né le 23 novembre 1946) est un joueur de volley-ball japonais.

## Biographie
Yasuaki Mitsumori remporte avec l'équipe du Japon de volley-ball la médaille d'argent olympique aux Jeux olympiques d'été de 1968 se déroulant à Mexico. 

## Palmarès

### Jeux olympiques
- Jeux olympiques de 1968 à Mexico,  Mexique
  -  Médaille d'argent.